# 第18空降軍 (美國)
第十八空降軍（英語：XVIII Airborne Corps）是美国陸军四個現役軍之一，也是美國陸軍部隊司令部的主要編隊，駐紮在北卡羅萊納州布拉格堡，主要功能是能在全球迅速部署，下轄第3步兵師、第10山地師、第82空降師、第101空降師。在第二次世界大戰期間就以指揮傘兵作戰而聞名，也曾投入波斯灣戰爭之中。

## 歷史
第二裝甲軍於1942年1月17日在路易斯安那州波克營啟用，但裝甲軍的存在不被軍方需要之後，第二裝甲軍於1943年10月9日在加利福尼亞州蒙特瑞要塞被重新指定為第十八軍。第十八軍於1944年8月17日部署到歐洲，並於同年8月25日在英國奧格本聖喬治成為第十八空降軍，負責指揮第82空降師和第101空降師，準備投入市場花園行動。但後來改由英國陸軍第一空降軍指揮，因此第十八空降軍沒有參與市場花園行動。

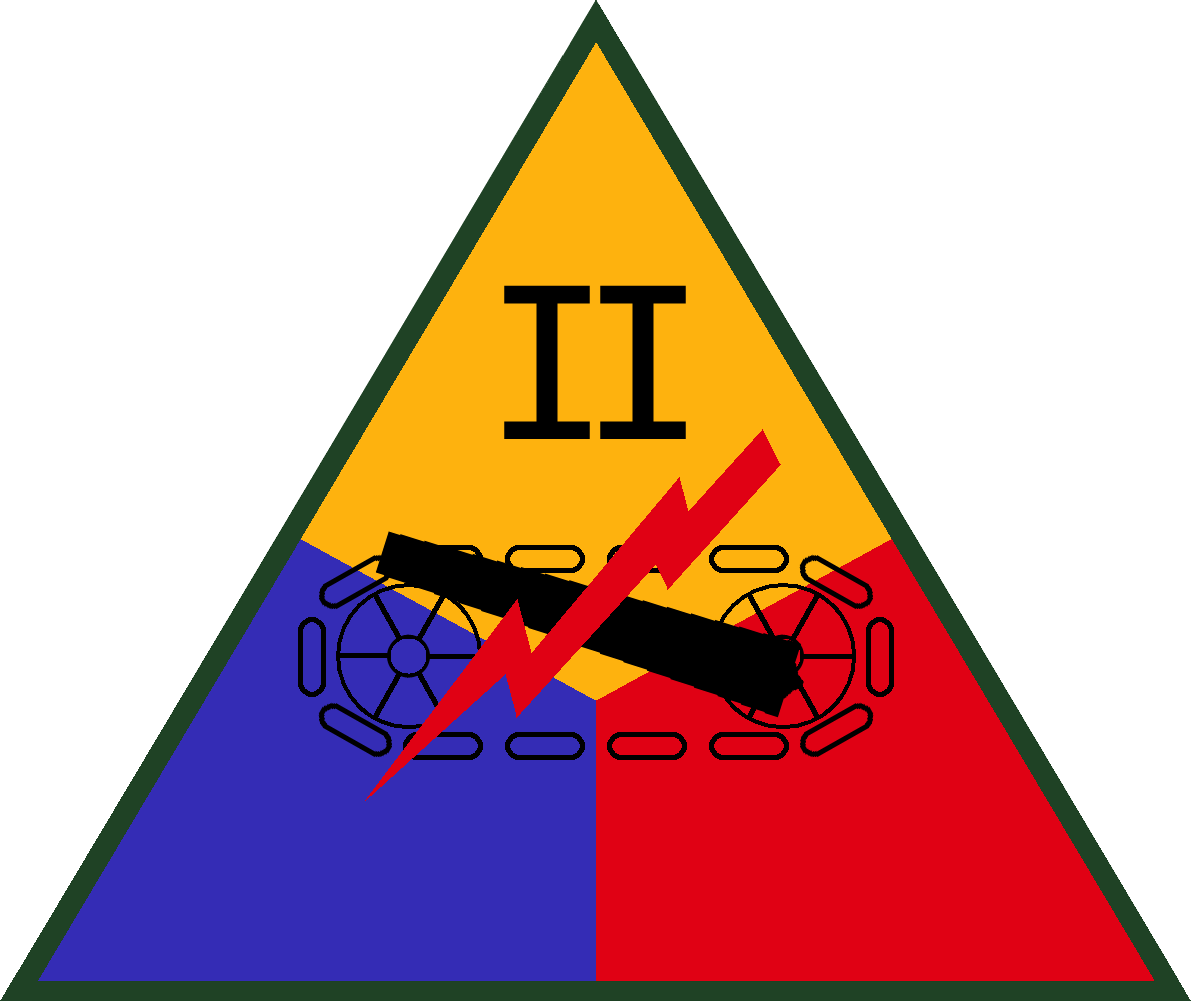
第二裝甲軍臂章
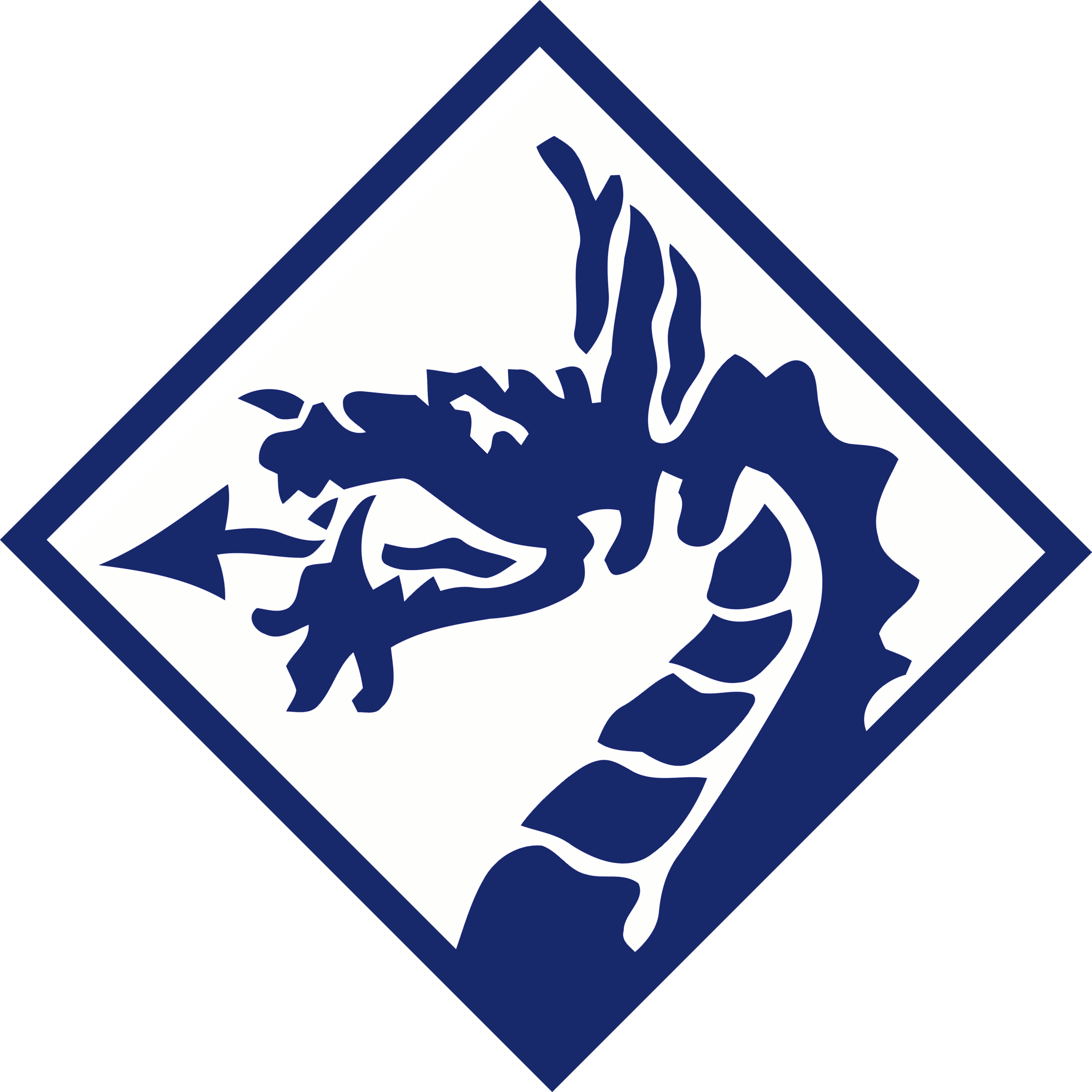
第十八軍臂章

1944年12月，第十八空降軍參與突出部戰役，指揮西線的所有美國空降部隊。1945年3月發動校隊行動，穿越萊茵河進入德國。
第十八空降軍於1945年6月返回美國本土，準備參與進攻日本的沒落行動，但日本提早投降後，第十八空降軍於1945年10月15日在肯塔基州坎貝爾堡解編。
1951年5月21日，第十八空降軍在布拉格堡重啟。1958年，第十八空降軍被賦予陸軍戰略軍的職責，作為戰略級的快速反應部隊，提供靈活的打擊能力，可以在短時間內在全球進行部署，一線部隊為第4步兵師和第101空降師，二線部隊為第1步兵師和第82空降師。在冷戰期間，第十八空降軍執行許多戰鬥和人道主義行動。
1989年，第十八空降軍下轄第10山地師、第24步兵師、第82空降師、第101空降師。
1991年，第十八空降軍參加波斯灣戰爭，在沙漠風暴行動中負責保護第七軍的北翼防止伊拉克發起反攻。第十八空降軍下轄的部隊包括第24步兵師、第82空降師、第101空降師、第3裝甲騎兵團，另外還有法國第6輕裝甲師的作戰控制權。而第十八空降軍軍屬炮兵則為第82空降師和法國外籍兵團提供火力支援。

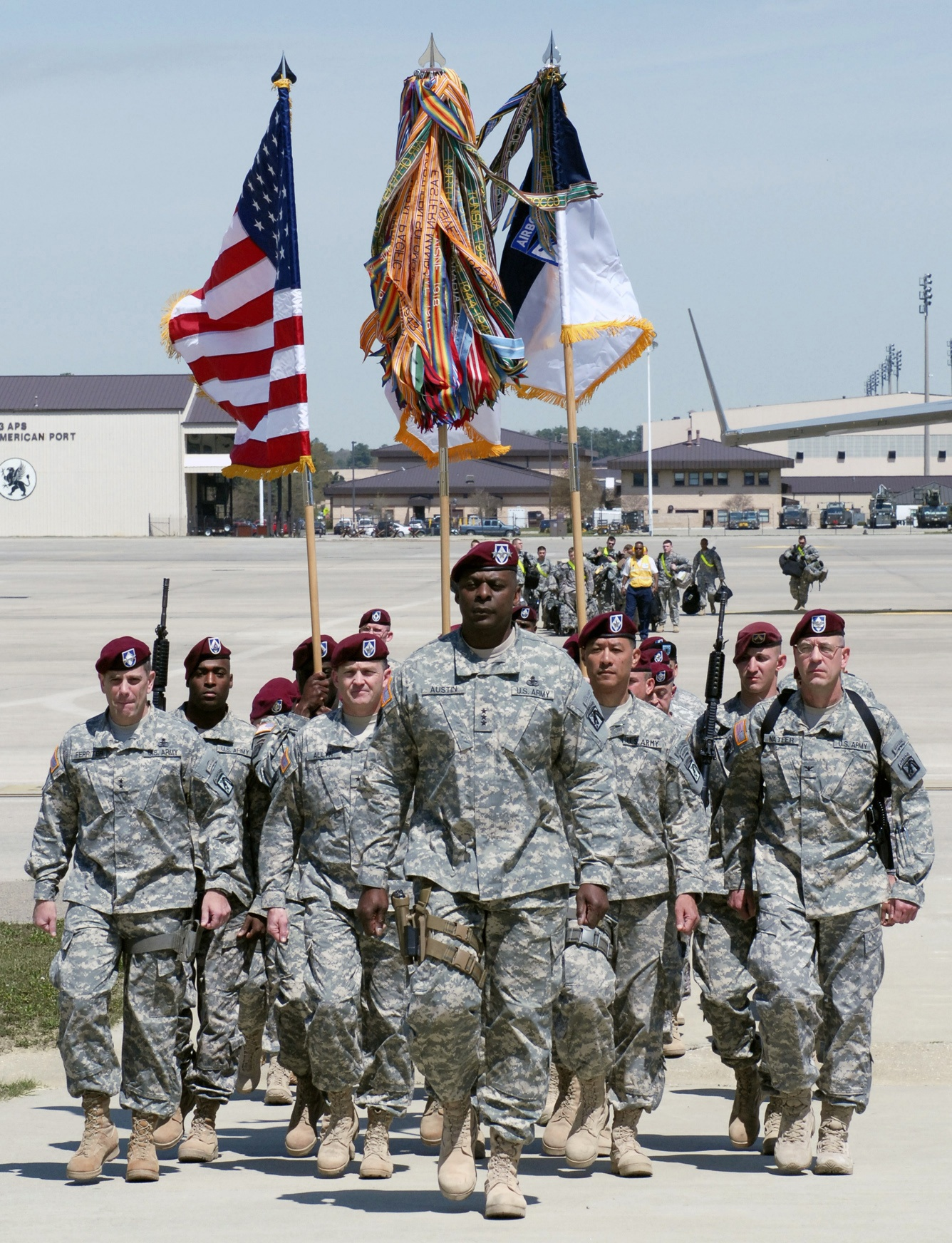
2009年，奧斯丁中將率領第十八空降軍返回美國本土。

## 組織

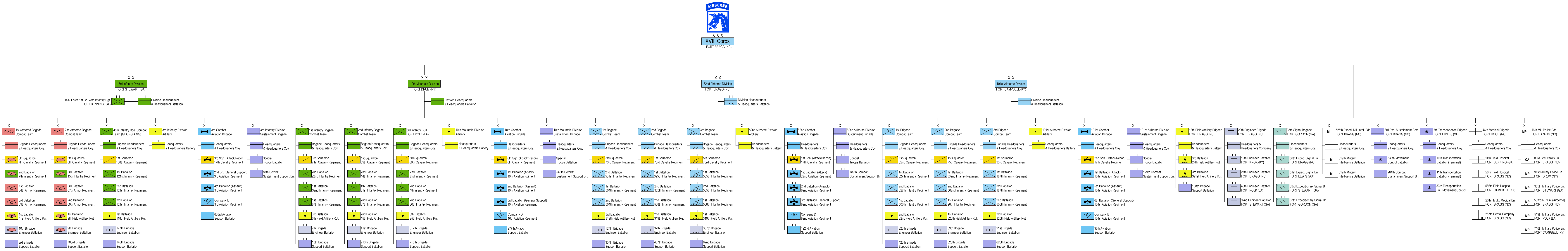
第十八空降軍在2021年的組織結構。

- 軍部與軍部營
- 第3步兵師
- 第10山地師
- 第82空降師
- 第101空降師
- 第16憲兵旅
  - 第83民政營
- 第18野戰砲兵旅
- 第20工兵旅
- 第35通信旅
- 第44醫療旅
- 第525遠征軍事情報旅
- 第13保障司令部（遠征）（英语：3rd Sustainment Command (Expeditionary)）

## 外部連結
- 官方网站
- XVIII Airborne Corps Home Page Archive.today的存檔，存档日期2010-07-27
- Global Security: XVIII Airborne Corps （页面存档备份，存于）
- XVIII Airborne Corps Desert Storm/Desert Shield Photographs （页面存档备份，存于） US Army Heritage and Education Center, Carlisle, Pennsylvania